# Bruce Mines
Bruce Mines to miejscowość (ang. town) w Kanadzie, w prowincji Ontario, w dystrykcie Algoma.
Powierzchnia Bruce Mines to 6,13 km². Według danych spisu powszechnego z roku 2001 Bruce Mines liczy 627 mieszkańców (102,28 os./km²).